# Welington Adao Gomes
Welington Adao Smith (Goiania, Brasil, 7 de mayo de 1988) es un futbolista brasileño. Juega como delantero y su equipo actual es Phrae United F.C. de la Liga 2 de  Tailandia. Se internacionalizó con Sport Huancayo el año 2012, disputando la Copa Libertadores de América.

## Biografía
Nacido en Goiania, en 1988. Hijo de America Maria Adao y de Marco Tulio Cruz (jugador de fútbol en su juventud). Está casado con Yésica Ninanya Arias.
Hasta el año 2016 jugó con el apellido Adao Gomes, pero este se tuvo que cambiar debido a un proceso judicial por reconocimiento de paternidad. Donde el juez mandó a actualizar su apellido paterno, siendo este Adao CRUZ. Por ello se perdieron muchos datos del jugador, y hay cierta confusión en su nombre. 
A partir del año 2017, con 29 años el jugador se tornó oficialmente en WELINGTON ADAO CRUZ, pero siempre le gustó que lo llamaran WELINGTON ADAO SMITH.

## Clubes
| Club                  | País      | Año         |
| --------------------- | --------- | ----------- |
| Tanabi E. C.          | Brasil    | 2006        |
| José Bonifácio E. C.  | Brasil    | 2007-2008   |
| Bragantino            | Brasil    | 2009        |
| S. C. Palmeirinha     | Brasil    | 2009        |
| Jaboticabal Atlético  | Brasil    | 2010        |
| Coronel Bolognesi     | Perú      | 2010-2011   |
| Sport Huancayo        | Perú      | 2012        |
| Alianza Universidad   | Perú      | 2013-2016   |
| Internacional Limeira | Brasil    | 2017        |
| Samut Sakhon F. C.    | Tailandia | 2017        |
| Unión Huaral          | Perú      | 2018        |
| Phrae United F.C.     | Tailandia | 2019 - 2021 |
| Becamex Bình Dương    | Vietnam   | 2022 - 2023 |
| Samut Sakhon City     | Tailandia | 2023 - 2024 |
| Phrae United F.C.     | Tailandia | 2024 -      |

## Palmarés

### Distinciones individuales
| Distinción                                                         | Año  |
| ------------------------------------------------------------------ | ---- |
| Goleador de la Segunda División del Perú (19 goles en 24 partidos) | 2011 |